# 梓醇
梓醇是一种有机化合物，化学式为C15H22O10，属于单萜糖苷中的环烯醚萜葡萄糖苷，1962年在梓木（Catalpa）中发现，1967年又在地黄属（Rehmannia）植物中发现。